# Philodromus albidus
Philodromus albidus este o specie de păianjeni din genul Philodromus, familia Philodromidae, descrisă de Kulczynski, 1911. Conform Catalogue of Life specia Philodromus albidus nu are subspecii cunoscute.